# Gare de Saint-Jean-de-Luz - Ciboure
A Gare de Saint-Jean-de-Luz - Ciboure egy vasútállomás Franciaországban, Saint-Jean-de-Luz településen.

## Vasútvonalak
Az állomást az alábbi vasútvonalak érintik:
- Bordeaux–Irun-vasútvonal

## Kapcsolódó állomások
A vasútállomáshoz az alábbi állomások vannak a legközelebb:
- Gare des Deux-Jumeaux
- Gare de Guéthary